# Tabernaemontana flavicans
Tabernaemontana flavicans är en oleanderväxtart som beskrevs av Carl Ludwig von Willdenow, Johann Jakob Roemer och Schult.. Tabernaemontana flavicans ingår i släktet Tabernaemontana och familjen oleanderväxter. Inga underarter finns listade i Catalogue of Life.